# Untersaat

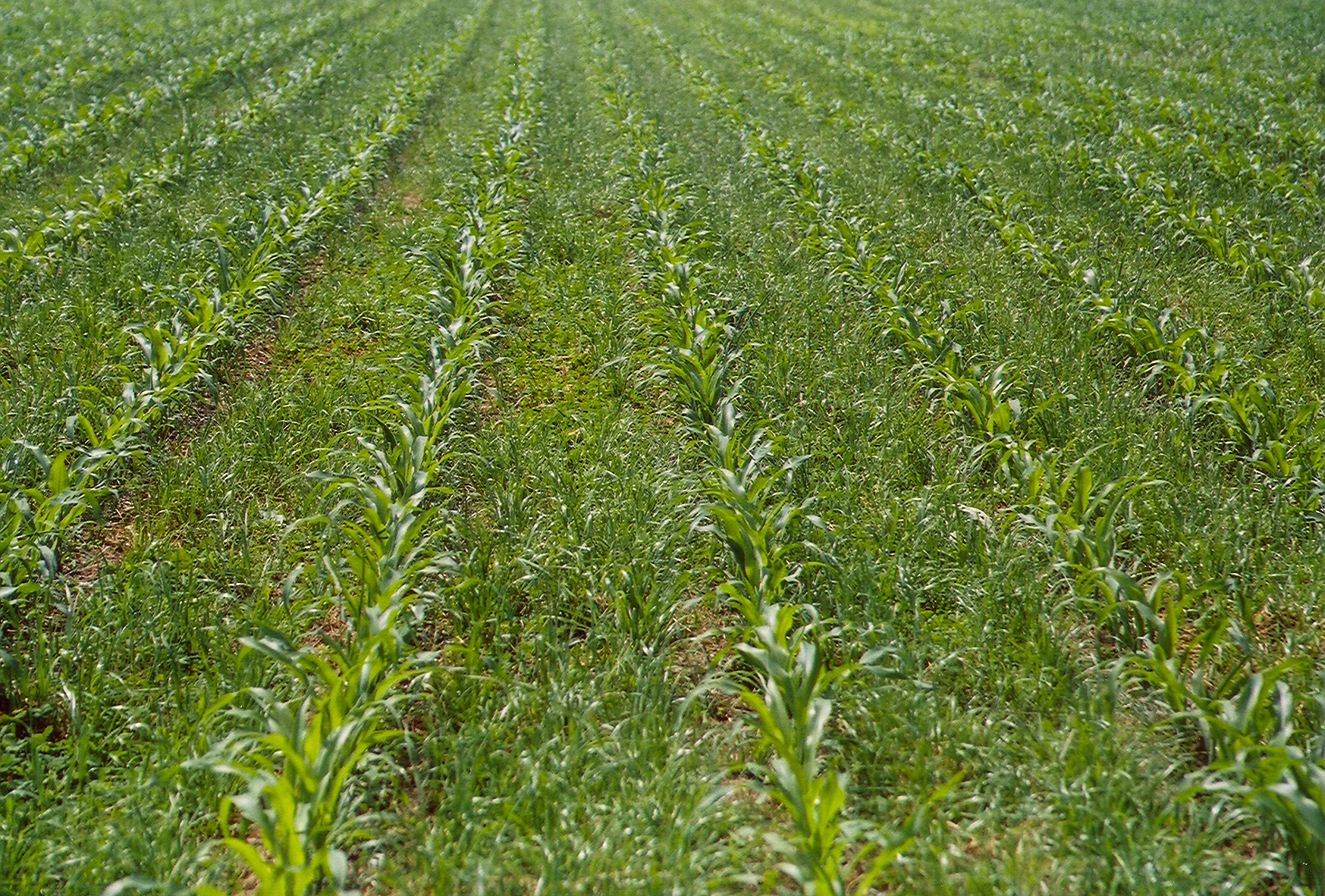
Untersaat bei Mais, hier als Spezialfall: die Untersaat wurde ganzflächig gesät, und später in den Maisreihen selbst mit einer Fräse entfernt

Untersaat bezeichnet das Aussäen von Saatgut einer zweiten Frucht zusammen mit dem Saatgut der Hauptfrucht auf dem Acker. Die Aussaat von Untersaaten kann gleichzeitig mit der Hauptfrucht oder später in den bereits bestehenden Hauptfruchtbestand hinein erfolgen (oder umgekehrt, siehe Bild). Erst nachdem die Hauptfrucht (auch Deckfrucht genannt) abgeerntet wird, wächst die Untersaat auf, begrünt den abgeernteten Acker und wirkt durch die Bewurzelung der Bodenerosion entgegen. Durch die aufwachsende Untersaat ist der Oberboden, das heißt der fruchtbarste und landwirtschaftlich bedeutendste Teil des Ackers, weniger der Winderosion (Deflation) und der Erosion durch Wasser (Denudation) ausgesetzt.
Untersaat bezeichnet auch das Aussäen von Saatgut zu Zwecken der Gründüngung oder der Gewinnung von Tierfutter unter Gehölzbeständen, in Baumschulen, beim Anbau von Gemüse oder im Weinbau.
Untersaaten werden also sowohl in der Landwirtschaft, der Agroforstwirtschaft und auch im Gartenbau angewandt. Durch Untersaat liegt der Oberboden nicht brach und das Bodenleben (Edaphon) wird durch pflanzliche Exsudation gefördert.

## Wirkungen

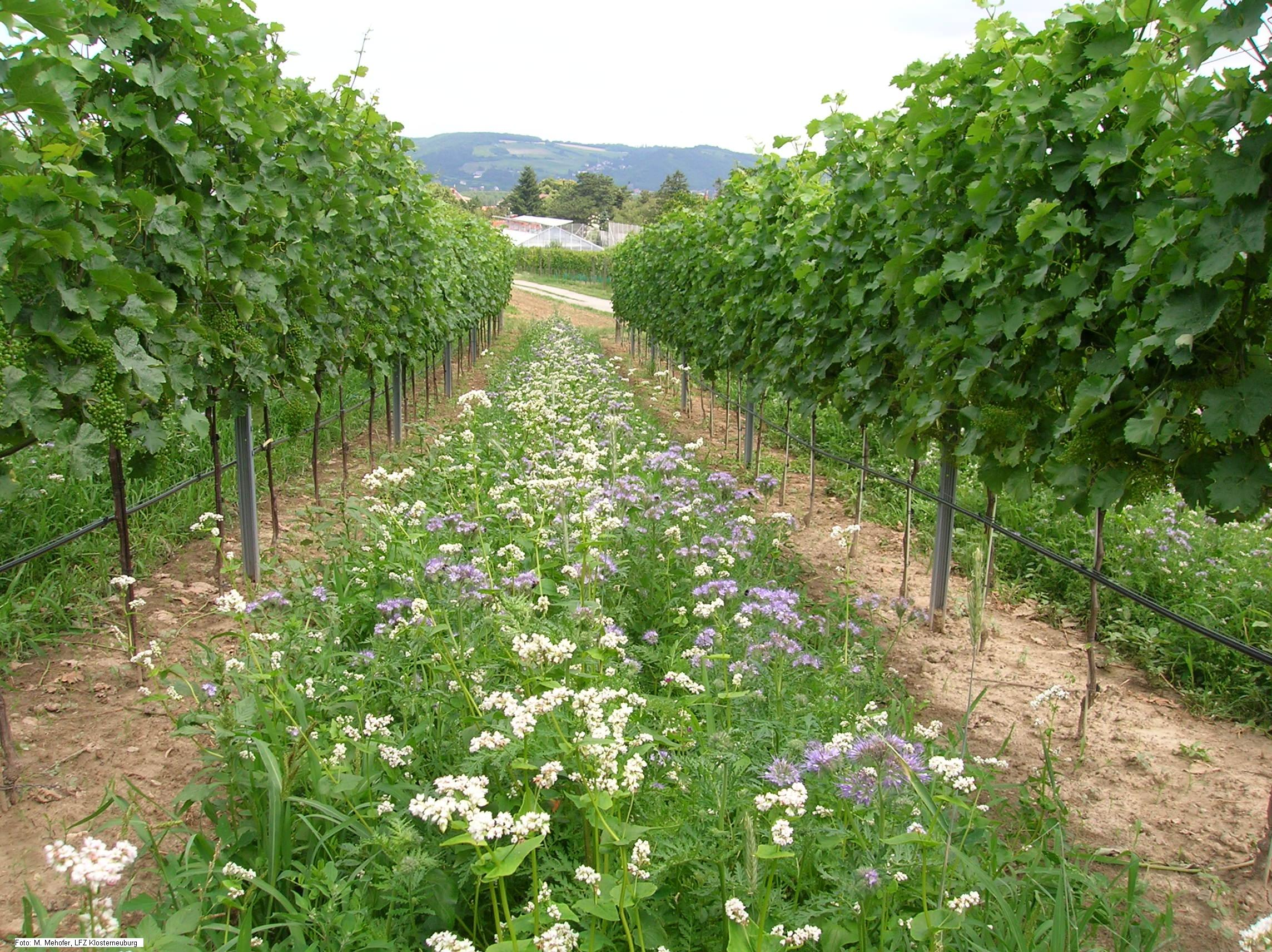
Artenreiche Untersaat in der Fahrgasse eines Weingartens

Durch das Keimen und Wachstum der Untersaat kann ein aktiver Erosionsschutz durch Bodenbedeckung (geschlossene Pflanzendecke) vor allem bei aufgrund weiter Reihenabstände nicht bodendeckenden Gehölzen (z. B. im Weinbau) oder entsprechend in frühen Entwicklungsstadien nicht bodendeckenden Hauptfrüchten (z. B. Mais), aber auch in enger stehenden Kulturen wie Getreide, erreicht werden. Zugleich wird durch die Bindung von Nährstoffen, die schlecht vom Boden adsorbiert werden können (z. B. Stickstoff aus Nitrat), das Grundwasser geschützt. Ferner bewirken Bodendurchwurzelung und -bedeckung durch die Untersaat eine Verbesserung der Bodenstruktur durch höhere Feinwurzelmengen und damit auch der Tragfähigkeit der Böden,  Erhaltung oder Verbesserung der Bodenfruchtbarkeit sowie Verdrängung und Unterdrückung von Unkräutern. Weiter kann durch die Zersetzung der Rückstände der Untersaat die Humusbilanz der Böden verbessert werden. Außerdem kann es zu positiven Wirkungen auf das lokale Klima kommen.  Die genannten Effekte sind auch aus manchen Mischkulturen bekannt.
Dass durch den Einsatz von Leguminosen eine direkte Stickstoffversorgung der begleitenden Hauptfrucht erfolgt, ist nicht als Regelfall belegt. Vielmehr dürfte es sich oft um Fruchtfolgeeffekte zuvor angebauter Pflanzen (Vorfrucht) handeln.
Beim Anbau von Futterpflanzen als Untersaat ergibt sich aufgrund des früheren Aussaatzeitpunktes ein Entwicklungsvorsprung zu als Stoppelsaat gesäten Zwischenfrüchten. Ferner ergibt sich  in diesem Fall eine Arbeitsentlastung während der Erntezeit durch die wegfallenden Arbeiten zur Einsaat der Zwischenfrucht.

## Material
Die Untersaat muss in Hinblick auf die Konkurrenz mit der Deckfrucht  untersaattauglich sein, darf also der Deckfrucht nicht von dieser benötigte Nährstoffe oder Bodenfeuchtigkeit entziehen oder diese verdrängen, aber auch nicht von der Deckfrucht verdrängt werden. Zum Teil ist die Untersaattauglichkeit daher auch Zuchtziel, z. B. Niederwüchsigkeit von Platterbsen zum Untersaateinsatz im Weinbau.
Die Auswahl der als Untersaat anzubauenden Pflanzen hängt somit spezifisch von den vorhandenen Standortbedingungen, der Hauptfrucht (siehe dort bei den einzelnen Arten) sowie der Einordnung in die Fruchtfolge ab. Auch ist zu berücksichtigen, inwieweit sich zur Schonung der Untersaat Einschränkungen beim Einsatz von Pflanzenschutzmitteln auf die Hauptfrucht ergeben, oder ob die Untersaat zu Ernteschwierigkeiten bei der Hauptfrucht führen kann. Bei Getreide haben sich zum Beispiel Untersaaten von Weidelgräsern oder Klee als tauglich erwiesen, welche bei richtiger Bestandesführung nicht zu Ertragseinbußen beim Getreide führen.

## Nutzung
Soweit die Untersaat als Gründüngung angebaut wird, wird sie meist nach der Ernte der Hauptfrucht zerkleinert und in den Boden eingearbeitet. Bei Nutzung der Untersaat als Futtermittel wird diese nach Durchwuchs nach der Ernte der Hauptfrucht zu gegebener Zeit geerntet.

## Mischkultur
Soweit Pflanzen bzw. deren Früchte aus verschiedenen „Etagen“ alle gezielt und gleichwertig als Erntegut gewonnen werden sollen (Etagenkulturen) siehe weiteres unter Mischkulturen.